# Песочное (Богородский район)
Песочное — деревня в Богородском районе Нижегородской области. Входит в состав Алешковского сельсовета. Население — 304 (2010) человек.

## Общая физико-географическая характеристика
Географическое положение
По автомобильным дорогам расстояние до областного центра города Нижнего Новгорода составляет 46 км, до районного центра города Богородска — 4,3 км. Абсолютная высота 124 метра над уровнем моря.
Часовой пояс
Песочное, как и вся Нижегородская область, находится в часовой зоне МСК (московское время). Смещение применяемого времени относительно UTC составляет +3:00.

## История
В «Списке населенных мест» Нижегородской губернии по данным за 1859 год значится как владельческая деревня при пруде в 28 верстах от Нижнего Новгорода. Относилась ко второму стану Горбатовского уезда. В деревне насчитывалось 20 дворов и проживало 178 человек (92 мужчины и 86 женщина).

## Население
| 1999 | 2002 | 2010 |
| ---- | ---- | ---- |
| 345  | ↘342 | ↘304 |

Национальный состав
Согласно результатам переписи 2002 года, в национальной структуре населения русские составляли  100% из 342 человек.